# Torbern Bergman
Torbern Olof Bergman (20. březen 1735, Katharinberg – 8. červenec 1784, Medevi) byl švédský mineralog a chemik.
Zapsal se na univerzitu v Uppsale již v 17 letech. Otec chtěl, aby studoval právo nebo teologii, on toužil studovat matematiku a přírodní vědy. Ve snaze vyhovět otci i svým sklonům, studoval souběžně vše, takže u něj došlo ke zhroucení z přepracovaní. Během období vynucené abstinence od studií se bavil botanikou a entomologií, Carlu Linnému v té době zaslal několik exemplářů dosud neznámých druhů hmyzu. Na univerzitu se vrátil v roce 1758 a téhož roku získal titul Ph.D. Poté na Uppsalské univerzitě začal přednášet fyziku a matematiku. Po rezignaci Johana Gottschalka Walleriuse byl jmenován profesorem chemie. Vedl též výzkum v oblasti chemie kovů, zejména bismutu a niklu. Po objevu sycené vody (Josepha Priestleyho) postup zdokonalil tím, že našel způsob, jak vodu sytit za pomoci reakce křídy a kyseliny sírové. V roce 1764 byl zvolen členem Královské švédské akademie věd. Jeho žákem byl Carl Wilhelm Scheele.

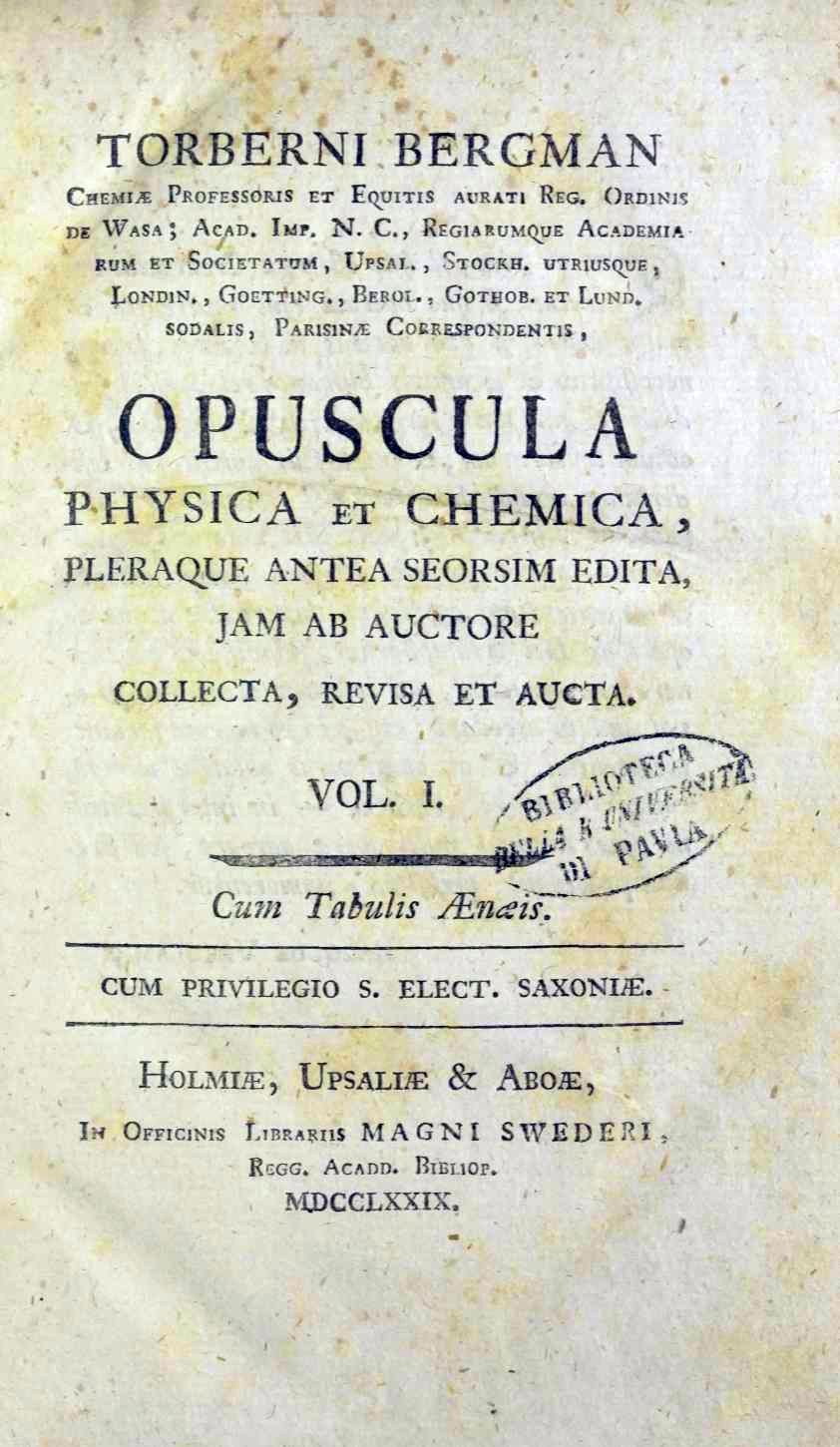
Opuscula physica et chemica, 1779